# Traverse City
Traverse City este o localitate, municipalitate și sediul comitatului Grand Traverse, statul Michigan, Statele Unite ale Americii.